# Rio Vacacaí Mirim
Rio Vacacaí Mirim är ett vattendrag i Brasilien.   Det ligger i delstaten Rio Grande do Sul, i den södra delen av landet, 1 700 km söder om huvudstaden Brasília.
Omgivningen kring Rio Vacacaí Mirim består till största delen av jordbruksmark. Området är mycket glesbefolkat, med 7 invånare per kvadratkilometer.